# Taphao Kaew
Taphao Kaew (47 Ursae Majoris c) ist ein Exoplanet, der den rund 46 Lichtjahre von der Sonne entfernten Gelben Zwerg Chalawan im Sternbild Großer Bär umkreist. Er ist der mittlere der drei bekannten Planeten im Planetensystem von Chalawan.

## Entdeckung
Der Planet wurde im Jahr 2001 mittels der Radialgeschwindigkeitsmethode aufgrund von Messungen der Doppler-Geschwindigkeit durch ein Team von Astronomen (Debra Fischer, R. Paul Butler, Geoffrey Marcy, Gregory Laughlin, Steven Vogt) am Lick-Observatorium entdeckt. Bereits seit 1996 war um Chalawan ein Planet (Taphao Thong) bekannt. Weitergehende Messungen der Radialgeschwindigkeit des Sterns ließen eine Periodizität erkennen, die sich mit einem zweiten Planeten erklären ließ. Das Planetensystem von Chalawan war das erste bekannte, in dem zwei Planeten in mindestens zwei AE Abstand von ihrem Zentralstern kreisen.

## Eigenschaften
Taphao Kaew hat eine Mindestmasse von etwas mehr als einer halben Jupitermasse und umkreist seinen Zentralstern in etwa 2391 Tagen in einer Entfernung von rund 3,6 AE. Aufgrund der Masse ist anzunehmen, dass es sich um einen Gasplaneten handelt.

## Namensherkunft
Wie alle Exoplaneten wurde Taphao Kaew ursprünglich allein mit dem offiziellen Namen des Sterns und einem Kleinbuchstaben, entsprechend der Reihenfolge der Entdeckung, bezeichnet. Nach einem öffentlich ausgeschriebenen Wettbewerb der IAU erhielt er am 15. Dezember 2015 einen offiziellen Namen nach Taphao Kaew, einer von zwei Schwestern aus der thailändischen Sage vom Krokodilkönig Chalawan.